# Parque Chacabuco
Parque Chacabuco est un des quarante-huit quartiers de Buenos Aires.